# Lotta Engberg
Lotta Engberg (Överkalix, 5 maart 1963) is een Zweedse zangeres. Haar eigenlijke naam luidt Lotta Pedersen.
In 1984 stond ze op het Eurovisiesongfestival in het achtergrondkoor van de Herreys die het festival op hun naam schreven.
In 1987 mocht ze zelf schitteren want ze won Melodifestivalen met het lied Fyra Bugg & en Coca Cola. Maar de titel moest aangepast worden, Coca Cola mocht er niet meer in voorkomen en zo werd het lied omgedoopt in Boogaloo, ze werd 12de.
In 1988 (100 %, samen met Triple & Touch), 1990 (En gång till) en 1996 (Juliette & Jonathan) deed ze nog mee aan Melodifestivalen maar ze kon dit keer niet meer winnen.
Solo lukte het niet meer dan maar de krachten bundelen, samen met Kikki Danielsson en Elisabeth Andreassen vormde ze het trio Kikki, Bettan & Lotta in 2002. Met Vem é dé du vill ha schopten ze het wel tot in de finale maar kon toch niet winnen. Een jaar later probeerden ze het opnieuw, nu echter bij buurland Noorwegen omdat de concurrentie daar minder zwaar is, maar toch konden ze ook hier niet de overwinning op hun naam schrijven.

## Discografie

### Albums
- 1987: Fyra Bugg & en Coca Cola
- 1988: 100%
- 1996: Äntligen på väg
- 1997: Tolv i topp
- 1998: Åh, vad jag älskade dig just då
- 1999: Tjejer & snubbar, kärringar & gubbar
- 2000: Vilken härlig dag
- 2003: Fyra Bugg & en Coca Cola och andra hits
- 2005: Kvinna & man (Lotta Engberg & Jarl Carlsson)
- 2006: Världens bästa lotta
- 2009: Jul hos mig
- 2012: Lotta & Christer (Lotta Engberg & Christer Sjögren)
- 2016: Lotta på Liseberg

### Singles
- 1987 Världens lyckligaste par (duet met Lasse Stefanz)
- 1987: Succéschottis
- 1987: 100 % (met Triple & Touch)
- 1987: Fyra Bugg & en Coca Cola
- 1988: Kan man gifta sig i jeans?
- 1988: Ringar på vatten (duet met Haakon Pedersen)
- 1996: Juliette & Jonathan
- 2002: Vem é dé du vill ha
- 2009: Äntligen december

1958: Alice Babs · 
1959: Brita Borg · 
1960: Siw Malmkvist · 
1961: Lill-Babs · 
1962: Inger Berggren · 
1963: Monica Zetterlund · 
1965: Ingvar Wixell · 
1966: Lill Lindfors & Svante Thuresson · 
1967: Östen Warnerbring · 
1968: Claes-Göran Hederström · 
1969: Tommy Körberg · 
1971: Family Four · 
1972: Family Four · 
1973: Nova · 
1974: ABBA · 
1975: Lasse Berghagen · 
1977: Forbes · 
1978: Björn Skifs · 
1979: Ted Gärdestad · 
1980: Tomas Ledin · 
1981: Björn Skifs · 
1982: Chips · 
1983: Carola · 
1984: Herreys · 
1985: Kikki Danielsson · 
1986: Lasse Holm & Monica Törnell · 
1987: Lotta Engberg · 
1988: Tommy Körberg · 
1989: Tommy Nilsson · 
1990: Edin-Ådahl · 
1991: Carola · 
1992: Christer Björkman · 
1993: Arvingarna · 
1994: Marie Bergman & Roger Pontare · 
1995: Jan Johansen · 
1996: One More Time · 
1997: Blond · 
1998: Jill Johnson · 
1999: Charlotte Nilsson · 
2000: Roger Pontare · 
2001: Friends · 
2002: Afro-Dite · 
2003: Fame · 
2004: Lena Philipsson · 
2005: Martin Stenmarck · 
2006: Carola · 
2007: The Ark · 
2008: Charlotte Perrelli · 
2009: Malena Ernman · 
2010: Anna Bergendahl · 
2011: Eric Saade · 
2012: Loreen · 
2013: Robin Stjernberg · 
2014: Sanna Nielsen · 
2015: Måns Zelmerlöw · 
2016: Frans · 
2017: Robin Bengtsson · 
2018: Benjamin Ingrosso · 
2019: John Lundvik · 
2021: Tusse · 
2022: Cornelia Jakobs · 
2023: Loreen · 
2024: Marcus & Martinus · 
2025: KAJ
- Bibsys: 2113479
- International Standard Name Identifier: 0000 0003 6736 0636
- MusicBrainz: be2687df-676d-4be0-bc95-201a39abd0a9
- Virtual International Authority File: 109149196491974791803